# Kampanilism
Kampanilism (italienska: campanilismo) är ett italienskt begrepp som betecknar den speciella form av lokalpatriotism, med lojalitet till den egna hembygden och rivalitet gentemot omgivande samhällen, som avgränsas av den bygd som går till samma församlingskyrka och lyssnar till samma kyrkklocka. Etymologiskt härstammar begreppet ur det italienska ordet för kyrktorn, det vill säga kampanil (italienska: campanile) och en svensk motsvarighet skulle närmast kunna jämföras med lokalpatriotism för den egna socknen parad med rivalitet mot alla omgivande socknar.
Bymentalitet  kan uppstå i ett slutet samhälle där invånarna har inga eller väldigt få personliga relationer med människor från andra kulturer. Det behöver inte nödvändigtvis vara i en liten by, det kan även förekomma i stora områden med stora städer också. Med bymentalitet menas här den uppfattningen att vi i den här byn har rätt i allting och resten av världen har fel och är konstig för att den inte är som vi. 
Med "byatänkande" eller "bymentalitet" menas även att många medborgare när det kommer till kritan är sig själv närmast, och egentligen bryr sig mer om sin egen by eller kommun, än om regionen. 

## Kyrktornsprincipen
Kyrktornsprincipen är ett tyskt begrepp med samma slags avgränsning i förhållande till klockstapeln som kampanilismen använder, men som istället för att definiera vem man skall känna lojalitet eller fientlighet i det sociala samhället istället uttrycker vem man kan lita på i affärssammanhang. Begreppet kan tillämpas på alla affärsverksamheter i lokalsamhället, men är vanlig exempelvis där det gäller bankväsendet och dess kreditgivning.
Inom svenskt finansväsen präglades kreditgivningen inom spar- och föreningsbanksrörelserna under lång tid av kyrktornsprincipen. De sparbanker som bildades från 1820-talet och framåt täckte ofta en socken och där var gäldenärerna tvungna att åtminstone varje söndag titta bankkamreren i ögonen på kyrkbacken vid sockenkyrkan. Detta kunde hålla kreditförlusterna på en låg nivå, men det innebar samtidigt en form av diskriminering som gjorde det svårt för utsocknes att få tillgång till krediter.